# Idroformilazione
L'idroformilazione (chiamata anche processo oxo o oxosintesi) è la reazione che da un alchene, monossido di carbonio ed idrogeno porta ad un'aldeide.
La reazione di idroformilazione delle olefine fu scoperta dal chimico tedesco Otto Roelen nel 1938.
Il processo consiste nella rottura del doppio legame per attacco nucleofilo all'atomo di carbonio del monossido e per aggiunta di un atomo di idrogeno. La reazione in genere viene condotta ad alte pressioni (10 - 100 atm) in presenza di catalizzatori metallici (in genere rodio, rutenio, cobalto, platino) o loro complessi. Le temperature in cui viene svolto il processo di idroformilazione si aggirano tra i 100 ed i 200 °C, mentre le pressioni si aggirano in genere intorno ai 200-450 bar.

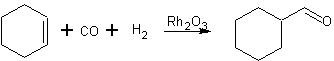
Idroformilazione del cicloesene ad opera di un catalizzatore a base di rodio

## Selettività
Un fattore importante di cui tenere conto per lo svolgimento del processo di idroformilazione è il rapporto tra aldeidi lineari e aldeidi ramificate prodotte. Infatti, escludendo il processo di idroformilazione dell'etilene, si può avere l'attacco del gruppo "idro-" (-H) in una posizione centrale e l'attacco del gruppo formile (-COH) in una posizione terminale (dando luogo alla formazione di una normal-aldeide) oppure viceversa (dando luogo alla formazione di una aldeide ramificata).
Ad esempio, nel caso dell'idroformilazione del propilene si possono avere le seguenti reazioni concorrenti:
H2 + CO + CH3CH=CH2 → CH3CH2CH2CHO ("normal")
H2 + CO + CH3CH=CH2 → (CH3)2CHCHO ("iso")
Dalla prima reazione viene prodotta butirraldeide, mentre dalla seconda reazione viene prodotta isobutirraldeide. L'isomero che viene preferito dal punto di vista industriale è quello lineare, per cui il processo di oxosintesi viene indirizzato a produrre in quantità maggiore l'isomero lineare grazie all'azione di specifici catalizzatori.

## Catalizzatori

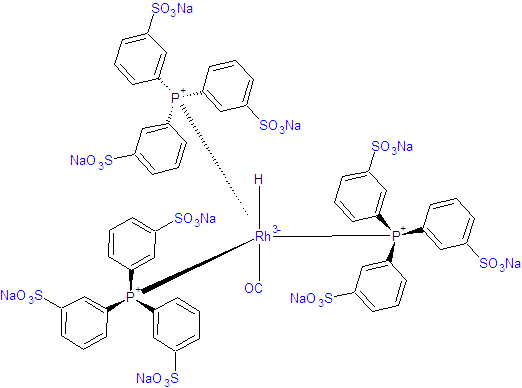
Struttura di un tipico catalizzatore al rodio impiegato nel processo di idroformilazione. In questo caso il legante è costituito da tre gruppi di trifenilfosfina solfonata.

Alla reazione di idroformilazione partecipano dei catalizzatori omogenei, che possono essere principalmente a base di rodio o cobalto.
Il catalizzatore al cobalto è stato l'unico ad essere utilizzato prima degli anni settanta; in seguito (intorno al 1975) la Union Carbide e Celanese introdussero il catalizzatore al rodio.
Il complesso catalitico può essere schematizzato secondo la formula HMe(CO)nLm, in cui Me è il metallo (rodio o cobalto) impiegato e L è il legante (che può essere di varia natura).
I leganti hanno la funzione di aumentare la selettività del catalizzatore, purtroppo con l'effetto collaterale di una diminuzione dell'attività catalitica. Si è visto sperimentalmente che il rodio, avendo un raggio atomico maggiore, ha un'attività molto maggiore del cobalto (di circa 1000 volte), ma d'altra parte a questa sua elevata attività è associata anche una minore selettività. L'attività di un catalizzatore infatti dipende da effetti di tipo elettronico (quindi dal raggio atomico dell'atomo), mentre la selettività dipende da effetti sterici (quindi dall'ingombro dei gruppi legati all'atomo centrale).

Per aumentare la selettività dei catalizzatori a base di rodio, al catalizzatore a base di rodio vengono quindi aggiunti (oltre ai gruppi carbonile, presenti anche nel catalizzatore a base di cobalto) dei leganti aventi un certo ingombro sterico (ad esempio tributilfosfina, trifenilfosfina o trifenilfosfina solfonata).
Nel caso dell'idroformilazione dell'etilene, siccome la propionaldeide non ha isomeri -iso, non è necessaria l'azione dei leganti. Un catalizzatore in cui non si ha la presenza di leganti, quali sono i catalizzatori a base di cobalto (o il catalizzatore a base di rodio nel caso dell'idroformilazione dell'etilene) è detto "nudo".

## Meccanismo di reazione

### Processo con catalizzatore al cobalto
Il primo catalizzatore ad essere utilizzato industrialmente nel processo di idroformilazione è stato il dicobaltottacarbonile, di formula Co2(CO)8, trasformato in situ (cioè nello stesso ambiente di reazione in cui avviene l'oxosintesi) dall'idrogeno (H2) in idrocobaltotetracarbonile, di formula HCo(CO)4, che è la specie attiva.
Segue l'espulsione di un monossido di carbonio (CO) e l'aggiunta dell'olefina alla struttura del catalizzatore, che a questo punto riceve una molecola di CO e si trasforma nella specie CH2CH2Co(CO)4, che è in equilibrio con la specie CH2CH2COCo(CO)3. Si aggiunge quindi un altro CO, formando CH2CH2COCo(CO)4, che a seguito dell'aggiunta di idrogeno (H2) si scinde nell'aldeide (in questo caso aldeide propionica) e nella forma attiva del catalizzatore.

Meccanismo di reazione della reazione di idroformilazione del propilene accelerata da un catalizzatore al cobalto

### Processo con catalizzatore al rodio
Nel caso del processo catalizzato con catalizzatore a rodio, la specie attiva ha formula generica HRh(CO)nLm. Inizialmente la specie attiva forma un complesso con il doppio legame dell'olefina, espellendo un monossido di carbonio (CO), che viene riacquistato una volta che il doppio legame dell'olefina è stato aperto. Segue l'introduzione di un'altra molecola di CO, che si lega alla catena idrocarburica, che viene espulsa sotto forma di aldeide in seguito all'azione di una molecola di idrogeno. Il catalizzatore ritorna quindi nella sua forma originaria e può ripetere un altro ciclo di produzione dell'aldeide.

Meccanismo di reazione della reazione di idroformilazione del propilene accelerata da un catalizzatore al rodio

## Schema di processo
Nella trattazione che segue viene preso in considerazione un impianto di idroformilazione a bassa pressione (LPO: Low Pressure Oxosynthesis) con catalizzatore al rodio.
Nel processo di idroformilazione si utilizza un reattore gas-liquido incamiciato. Il calore prodotto dalla reazione (che è esotermica) viene smaltito in parte attraverso la camicia del reattore e in parte per evaporazione dell'aldeide (sotto forma di calore latente).
Siccome il catalizzatore al rodio è piuttosto costoso, viene predisposto un demister in modo che il rodio non venga trascinato assieme alla corrente fluida.

Schema di processo per un impianto di produzione di aldeidi tramite idroformilazione (o oxosintesi) in condizioni di bassa pressione. In questo caso si utilizza catalizzatore a base di rodio.

## Processi produttivi successivi
L'idroformilazione è un importante processo industriale, in quanto porta alla formazione di un nuovo legame carbonio-carbonio facilmente convertibile in altri gruppi funzionali: questo ne fa un importante passaggio intermedio in processi multistep.
Il propilene è l'olefina più utilizzata nel processo industriale di idroformilazione, mentre i prodotti finali più importanti a cui si giunge a partire da questo processo sono il 1-butanolo e il 2-etilesanolo. Inoltre a partire dall'idroformilazione dell'etilene viene prodotta propionaldeide, che è poi convertita ad acido propionico o acido metacrilico.